# 스틱인베스트먼트
스틱인베스트먼트 주식회사(영어: STIC Investments)는 국제 벤처 캐피털 및 사모펀드 관리 회사이다.
서울특별시에 본사를 두고 있으며, 부산, 홍콩, 호치민시, 상하이시, 타이베이시에 사무실을 두고 있으며, 70명의 직원을 고용하고 있다.

## 주주행동주의
- 2대 주주(10.78%)인 미국계 PEF 미리캐피털이 기업가치가 극도로 저평가됐다며 주가 부양을 요구하며 최근까지 주식을 지속적으로 매입해 대주주 도용환 회장(13.46%)와의 격차를 좁히고 있다.[6]
- 2025년 행동주의 펀드인 얼라인파트너스자산운용이 6.64%를 신규 취득했다.[7]

## 논란
2018년 10월 스틱인베스트먼트가 하이브 구주를 매입하는 과정에서 방 의장에게 하이브가 2023년 말까지 기업공개(IPO)에 실패할 경우 방 의장을 상대로 2,000억원 규모의 풋옵션을 행사하는 조건을 걸었다.